# Шпилько, Павел Иванович
Павел Иванович Шпилько (30 августа 1912 — 24 марта 1968) — командир артиллерийского дивизиона 23-й гвардейской мотострелковой бригады 7-го гвардейского танкового корпуса 3-й гвардейской танковой армии 1-го Украинского фронта, гвардии майор. Герой Советского Союза.

## Биография
Родился 30 августа 1912 года в Люботине. В Красной Армии с 1934 года. Окончил полковую школу. Участник освободительного похода советских войск в Западную Украину и Западную Белоруссию 1939 года.
На фронте в Великую Отечественную войну с октября 1941 года. Сражался на Западном и 1-м Украинском фронтах, принимал участие в боях на Курской дуге, в освобождении Правобережной Украины и Польши.
Дивизион П. И. Шпилько отличился в ожесточённых боях в Померании. Когда начались бои за Берлин, Шпилько вместе со своими гвардейцами штурмовал последние рубежи врага. На Берлинском направлении дивизион Шпилько вывел из строя до 20 вражеских пушек, миномётов, 5 самоходных орудий, более 20 автомашин. Было также уничтожено до 300 вражеских солдат и около 100 взято в плен. Это помогло пехоте овладеть зданием рейхстага и водрузить над ним Знамя Победы.
27 июня 1945 года за образцовое выполнение боевых заданий командования и проявленные при этом мужество и героизм гвардии майору Шпилько Павлу Ивановичу присвоено звание Героя Советского Союза с вручением ордена Ленина и медали «Золотая Звезда».
С 1946 года майор Шпилько в запасе. Жил в городе Бологое Тверской области. Умер 24 марта 1968 года.